# Steven Gould
Steven Gould es un escritor estadounidense de relatos y novelas de ciencia ficción, es conocido por la saga Jumper, donde personas dotadas de poderes tienen el don para teletransportarse a voluntad. Vive en Albuquerque, Nuevo México.

## Los Jumper
En las novelas del ciclo, Steven Gould cuenta la historia de personas que poseen el poder de teletransportarse (o “saltar”). Han utilizado esa capacidad en su beneficio personal, para huir de sus enemigos y para cambiar el curso de la Historia. Se trata de una anomalía genética que existe desde hace siglos. Quienes poseen este don gozan de una libertad que la mayoría de la gente no puede ni empezar a comprender. Los “jumpers” pueden transportarse a sí mismos a cualquier lugar del mundo, en cualquier momento y por cualquier motivo.

## Película
La historia que ha sido llevado al cine por Doug Liman bajo el título Jumper, con Hayden Christensen, Jamie Bell y Samuel L. Jackson como protagonistas.

## Obra
Novelas
- Jumper (1992)
- Wildside (1996)
- Greenwar (1997)
- Helm (1998)
- Blind Waves (2000)
- Reflex (2004) Continuación de Jumper.
- Jumper: Griffin's Story (2007) La historia de un personaje de Jumper.

Cuentos
- The Touch of Their Eyes (1980)
- Wind Instrument (1981)
- Gift of Fire (1981)
- Rory (1984)
- Mental Blocks (1985)
- The No License Needed, Fun to Drive, Built Easily with Ordinary Tools, Revolutionary, Guaranteed, Lawnmower Engine Powered, Low Cost, Compact, and Dependable Mail Order Device (1986)
- Poppa Was a Catcher (1987)
- Peaches for Mad Molly (1988)
- Simulation Six (1990)
- The Session (1995)
- Shade (2008)